# Ponte Seogang
A Ponte Seogang ou Grande Ponte Seogang (em coreano:  서강대교) é uma ponte situada sobre o rio Han, em Seul, Coreia do Sul. A ponte liga os distritos de Mapo e Yeongdeungpo. É apoiada e passa na parte central sobre a ilha de Bamseom.

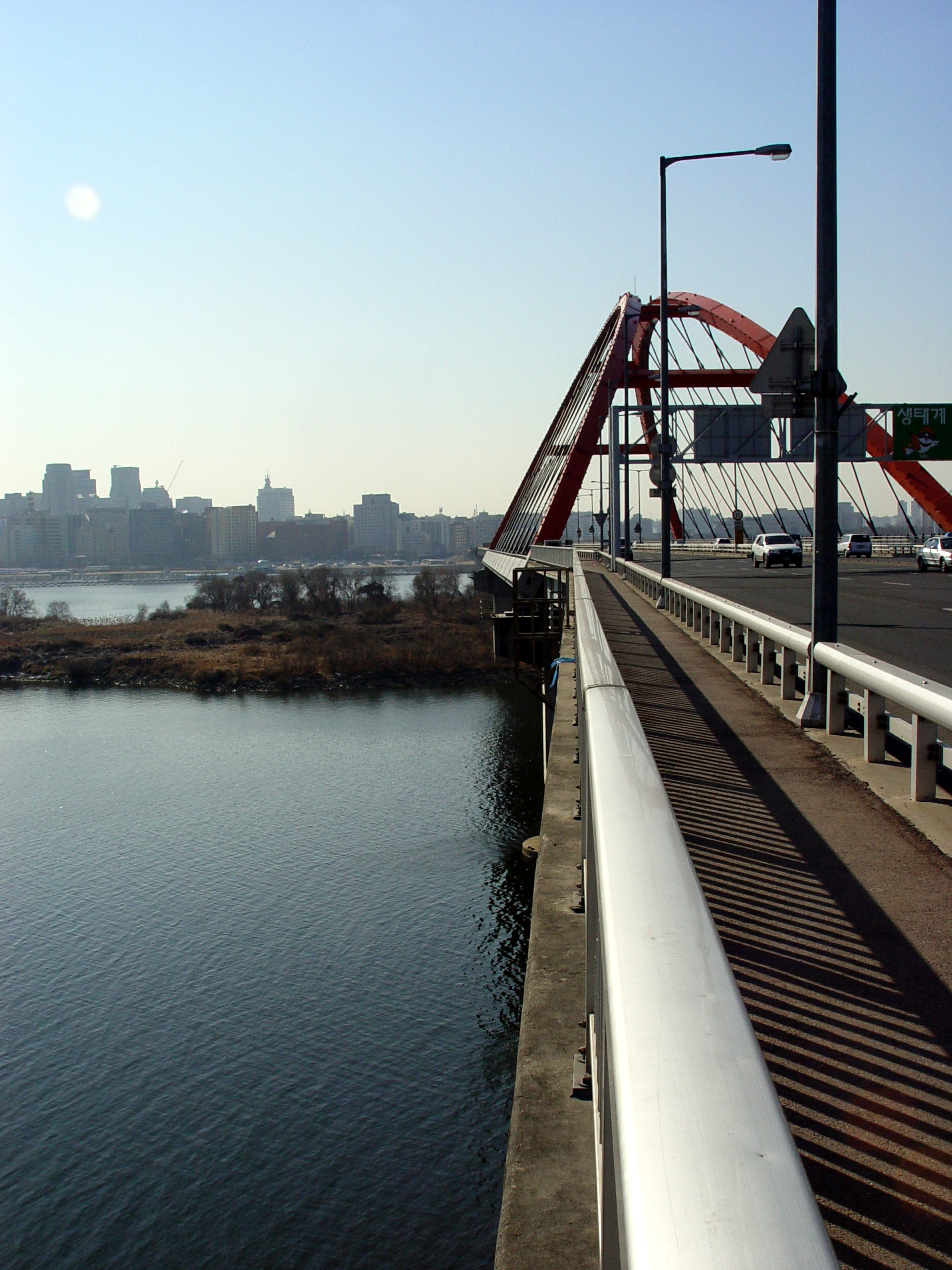
A ponte Seogang e a ilha de Bamseom
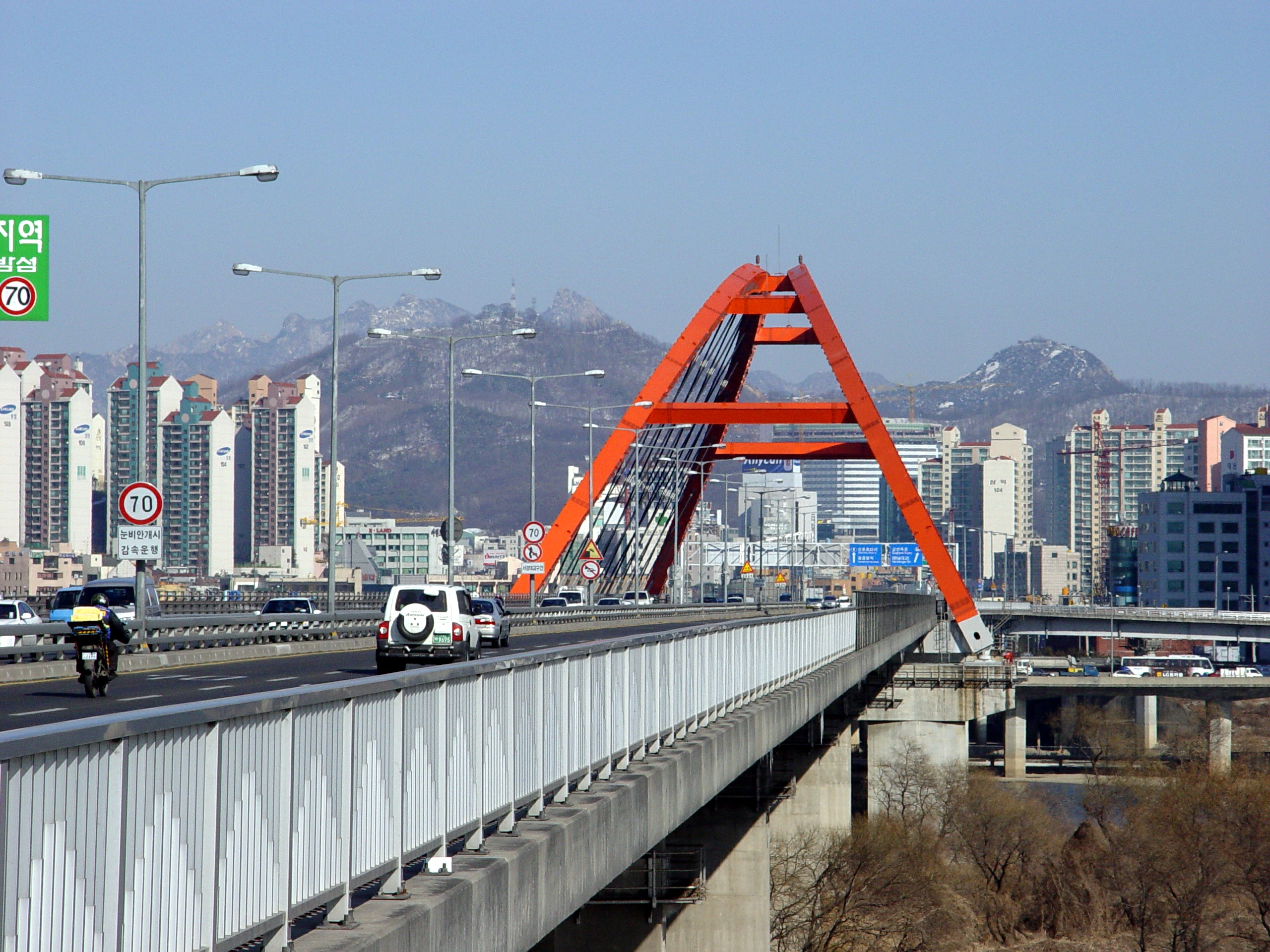
Vista da ponte Seogang e do monte Bukhansan, a partir de Bamseom